# جوناثان دا سيلفيرا فرناندس
جوناثان دا سيلفيرا فرناندس (بالبرتغالية: Jonathan da Silveira Fernandes Reis‏) هو لاعب كرة قدم برازيلي في مركز الوسط، ولد في 21 فبراير 1995 في ريو دي جانيرو في البرازيل. لعب مع بوتافوغو ريغاتاس.

## وصلات خارجية
- جوناثان دا سيلفيرا فرناندس على موقع قاعدة بيانات كرة القدم.إي يو (الإنجليزية)
- جوناثان دا سيلفيرا فرناندس على موقع Soccerway.com (الإنجليزية)